# 早稲田大学米式蹴球部ビッグベアーズ
早稲田大学米式蹴球部（わせだだいがく べいしきしゅうきゅうぶ, 英語: Waseda Univ. American football team）は、東京都西東京市にある早稲田大学のアメリカンフットボール部である。愛称は早稲田大学ビッグベアーズ（英語: Waseda Univ. Big Bears）であり、早稲田の創立者である大隈重信にちなんで名付けられており、隈と熊を掛けた駄洒落である。関東学生アメリカンフットボール連盟所属。チームカラーは臙脂・白・黒 。

## 創成期
1934年にポール・ラッシュによって創設。1936年に早稲田大学米式蹴球部に改名した。
1969年、関東大学アメリカン・フットボール・リーグで初めての外人選手を受け入れた。

## 近年の戦績

### 2001以降
- 2001 4勝2敗（1部Bブロック順列3位）
  - ブロック優勝候補日体大を完封で破るなど、リーグの台風の目となるが、専修大学との直接対決で敗れたため、プレーオフ出場を逃す。
- 2002 4勝2敗（1部Bブロック順列2位、プレーオフ初出場、クラッシュボウル（現：あずまボウル）初優勝、甲子園ボウル初出場）
  - リーグ戦中盤までに2敗を喫したが、日体大との直接対決に勝利した結果、プレーオフ初出場。
  - クラッシュボウル準決勝では、関東8連覇中の法政大学を残り3秒からの逆転FGで下し、決勝でも専修大学を退け、関東リーグ初優勝を果たす。
  - 甲子園ボウルでは立命館大学に14対51と大敗を喫す。
- 2003 6勝0敗 (1部Aブロック優勝、クラッシュボウル準決勝敗退)
  - 稀代のQB波木を最終学年に迎えた攻撃陣は、リーグ戦1試合平均451.5yds/47.5点を叩き出し、この攻撃力を武器にブロックリーグ初優勝を果たす。
  - 東海大学との対戦となったクラッシュボウル準決勝では、8点のビハインドをレギュラータイム残り1秒から波木の32ydsスクランブルとTFPの2点コンバージョン成功で追いつくも、オーバータイムの末敗れる。
- 2004 5勝1敗 (1部Aブロック2位、クラッシュボウル準決勝敗退)
  - リーグ最終戦で法政大学に敗れるものの、安定した戦いぶりで3年連続のプレーオフ進出を果たす。RB新田潤は1試合欠場するもリーディングラッシャーを獲得する。
  - 中央大学との対戦となったクラッシュボウル準決勝は、7点ビハインドのままゲームクロックが0秒になるが最終プレイの間に中央大学側に反則があり、1プレイが認められる。このプレイで同点を狙ったパスは、エンドゾーン内でWRの手に一旦触れるも不成功に終わり、2年連続での敗退が決まる。
- 2005 4勝2敗（1部Bブロック2位、クラッシュボウル準決勝敗退）
  - 異例のシーズン途中での主将交代、リーグ戦終盤での大量失点・連敗など、不安定なチーム状況ながらも4年連続のプレーオフ出場を果たす。
  - 優勝候補法政大学との対戦となったクラッシュボウル準決勝では圧倒的不利が予想される中、主将斉藤のダイビングキャッチによるTDや周到な守備戦術で1点差まで詰め寄るも逆転をかけた残り51秒でのFGをはずし、3年連続でプレーオフ準決勝敗退。
- 2006 5勝2敗（1部Bブロック順列2位）
  - リーグ第5戦で日本大学を接戦で下すが、その後エースQB井上の離脱等により専修大学、法政大学に連敗。
- 2007 6勝1敗（1部Aブロック順位2位）
  - ルーキーQB芳賀、LB井田の活躍等により開幕から6連勝。
  - リーグ最終節では、法政大学と5オーバータイムの死闘を演じるも33-41で敗退。
- 2008 6勝1敗（1部Aブロック順位2位）
  - QB広野、RB末吉、DB坂梨らルーキーの活躍もあり順調に開幕6連勝を飾るも、リーグ最終節で日本大学に敗退。
- 2009 6勝1敗（1部Bブロック順位1位：日本大学と同順位となったが、直接対戦での順列で2位となった）
  - リーグ戦序盤で国士舘大学に3-7で敗れる等、苦しみながらもリーグ最終戦では格上とされたみ日本大学に勝利。
  - その後、仙台大学を破りクラッシュボウル決勝(7年ぶり3回目)に進出するも、この年日本代表にも選ばれたエースRB末吉の負傷退場もあり法政大学に敗退。
- 2010 7勝0敗（1部Bブロック順位1位）
  - リーグ戦ではエースRB末吉が1,000ヤード超を記録する活躍を見せ、危なげなく全勝優勝。
  - プレーオフで小樽商科大学、法政大学を破り、東日本代表として甲子園ボウルに8年ぶり2度目の出場。
  - 甲子園ボウルでは21対48で西日本代表の立命館大学に敗退。

## 過去に在籍した選手（ポジション／在籍年度・卒業後の所属）
- 波木健太郎（QB/2000-2003・アサヒビールシルバースター）

## 定期戦・交流戦

### 定期戦
- 関西大学（1940年開始) 対戦成績　早稲田30勝　関大27勝　3引分

2008年度からは、両大学間の学術交流協定の締結記念試合としても行われている（奇数年度は早稲田大学、偶数年度は関西大学で開催）。
- 早慶戦（1953年開始）

### 交流戦
- ヨコハマボウル
  - 2003年 早稲田大学 28-77 立命館大学

## 不祥事
- 2012年8月、新潟県妙高市のホテルで合宿を行った部員約50人が、女性用浴場を集団で覗いたり、未成年部員に対し飲酒を強要するなどし、1-3試合の出場停止処分となった[1]。当時助監督だった浜部昇によると、一時は部の存続も危ぶまれいていたという[3]。